# Bill Hamid
Pour les articles homonymes, voir Hamid.
Bilal Abdul « Bill » Hamid est un joueur international américain de soccer, né le 25 novembre 1990 à Annandale (Virginie, États-Unis). Il joue au poste de gardien de but.

## Biographie

### Formation et débuts avec D.C. United
Bill Hamid intègre l'académie de D.C. United. Le 2 septembre 2009, il devient le premier joueur de l'histoire de l'académie à signer un contrat professionnel pour intégrer l'équipe première.
Il dispute son premier match professionnel le 5 mai 2010 à l'occasion d'une victoire contre les Wizards de Kansas City.
En novembre 2011, il réalise un essai non concluant de 10 jours avec West Bromwich Albion.
En 2014, il gagne le Trophée du gardien de l'année de MLS.

### Brève expérience au Danemark
Après être resté fidèle à son club formateur depuis ses débuts, Hamid décide de quitter la MLS et D.C. United pour le FC Midtjylland en première division danoise le 25 octobre 2017.

### Retour à D.C. United
Retourné à D.C. United en 2019, le club annonce que son contrat n'est pas renouvelé le 14 novembre 2022.

### Nouveau défi en USL Championship
Le 20 mars 2023, il signe en faveur du Memphis 901 FC en USL Championship et connait ainsi la deuxième division pour la première fois de sa carrière. Cette nouvelle expérience est néanmoins courte puisque son contrat est résilié à l'amiable le 18 août suivant après seulement treize rencontres disputées.

## Statistiques
| Saison                | Club                  | Championnat           | Championnat | Championnat | Coupe(s) nationale(s) | Coupe(s) nationale(s) | Compétition(s) continentale(s) | Compétition(s) continentale(s) | Compétition(s) continentale(s) | Séries | Séries | États-Unis | États-Unis | Total | Total |
| Saison                | Club                  | Division              | M.          | B.          | M.                    | B.                    | Comp.                          | M.                             | B.                             | M.     | B.     | M.         | B.         | M.    | B.    |
| 2010                  | D.C. United           | MLS                   | 8           | 0           | 3                     | 0                     | -                              | -                              | -                              | -      | -      | -          | -          | 11    | 0     |
| 2011                  | D.C. United           | MLS                   | 28          | 0           | 1                     | 0                     | -                              | -                              | -                              | -      | -      | -          | -          | 29    | 0     |
| 2012                  | D.C. United           | MLS                   | 24          | 0           | 1                     | 0                     | -                              | -                              | -                              | 3      | 0      | 1          | 0          | 29    | 0     |
| 2013                  | D.C. United           | MLS                   | 25          | 0           | 1                     | 0                     | -                              | -                              | -                              | -      | -      | -          | -          | 26    | 0     |
| 2014                  | D.C. United           | MLS                   | 30          | 0           | 0                     | 0                     | LCC                            | 1                              | 0                              | 2      | 0      | 1          | 0          | 34    | 0     |
| 2015                  | D.C. United           | MLS                   | 25          | 0           | 0                     | 0                     | LCC                            | 1                              | 0                              | 3      | 0      | -          | -          | 29    | 0     |
| 2016                  | D.C. United           | MLS                   | 20          | 0           | 0                     | 0                     | -                              | -                              | -                              | 1      | 0      | 0          | 0          | 21    | 0     |
| 2017                  | D.C. United           | MLS                   | 24          | 0           | 0                     | 0                     | -                              | -                              | -                              | -      | -      | 1          | 0          | 25    | 0     |
| Sous-total            | Sous-total            | Sous-total            | 184         | 0           | 6                     | 0                     | -                              | 2                              | 0                              | 9      | 0      | 3          | 0          | 204   | 0     |
| 2017-2018             | FC Midtjylland        | Superliga             | 1           | 0           | 2                     | 0                     | -                              | -                              | -                              | -      | -      | 3          | 0          | 6     | 0     |
| 2018                  | D.C. United (prêt)    | MLS                   | 14          | 0           | 0                     | 0                     | -                              | -                              | -                              | 1      | 0      | -          | -          | 15    | 0     |
| 2019                  | D.C. United (prêt)    | MLS                   | 33          | 0           | 0                     | 0                     | -                              | -                              | -                              | 1      | 0      | -          | -          | 34    | 0     |
| 2020                  | D.C. United           | MLS                   | 17          | 0           | -                     | -                     | -                              | -                              | -                              | -      | -      | 2          | 0          | 19    | 0     |
| 2021                  | D.C. United           | MLS                   | 21          | 0           | -                     | -                     | -                              | -                              | -                              | -      | -      | -          | -          | 21    | 0     |
| 2022                  | D.C. United           | MLS                   | 10          | 0           | 0                     | 0                     | -                              | -                              | -                              | -      | -      | -          | -          | 10    | 0     |
| Sous-total            | Sous-total            | Sous-total            | 95          | 0           | 0                     | 0                     | -                              | 0                              | 0                              | 2      | 0      | 2          | 0          | 99    | 0     |
| 2023                  | Memphis 901 FC        | USLC                  | 10          | 0           | 3                     | 0                     | -                              | -                              | -                              | -      | -      | -          | -          | 13    | 0     |
| Total sur la carrière | Total sur la carrière | Total sur la carrière | 290         | 0           | 11                    | 0                     | -                              | 2                              | 0                              | 11     | 0      | 8          | 0          | 322   | 0     |

## Palmarès
| D.C. United (1)                                  | FC Midtjylland (1)               | États-Unis (2)                           |
| ------------------------------------------------ | -------------------------------- | ---------------------------------------- |
| - Lamar Hunt U.S. Open Cup : - Vainqueur en 2013 | - Superliga : - Champion en 2018 | - Gold Cup : - Vainqueur en 2013 et 2017 |